# Cornelis Zwikker
Cornelis Zwikker (19 de agosto de 1900 em Zaandam – 20 de abril de 1985 em Zwijndrecht) foi um físico neerlandês.
Zwikker é mais conhecido por suas importantes contribuições à acústica, e por ser o autor do clássico livro-texto de geometria, The Advanced Geometry of Plane Curves and Their Applications (A Geometria Avançada das Curvas Planas e Suas Aplicações), destinado a ensinar a usar os números complexos para o estudo de curvas e resolução de problemas de geometria e engenharia.

## Livros
Zwikker escreveu muitos livros; os dois mais conhecidos são os seguintes:
- Sound Absorbing Materials (1949, com Cornelis Willem Kosten)
- The Advanced Geometry of Plane Curves and Their Applications (1963)